# Vicarage Road
Vicarage Road er et fodboldstadion i Watford i England, der er hjemmebane for Championship-klubben Watford FC. Efter en udvidelse har stadionet plads til 21.577 tilskuere, og alle pladser er siddepladser. Vicarage Road blev indviet 30. august 1922.